# Сюсюра Микола Петрович
Микола Петрович Сюсюра (нар. 20 березня 1936, ст. Бриньковська, Краснодарський край, РРФСР — пом. 18 травня 2017) — радянський футболіст та тренер, виступав на позиції півзахисника та нападника.

## Клубна кар'єра
Вихованець клубу «Трактор» (Сталінград). Наприкінці 1955 року призваний на військову службу. Спочатку захищав кольори військової команди в Коростені, а потім переведений у команду Київського військового округу. Після завершення військової служби в 1958 році розпочав футбольну кар'єру у вінницькому «Локомотиві». У 1959 році на запрошення тренера Анатолія Богдановича (колишній помічник головного тренера військової команди СКВО Київ) перейшов до житомирського «Авангарду», який згодом змінив назву на «Полісся». Нетривалий період часу перебував у донецькому «Шахтарі», де виступав за дублюючий склад. Футбольну кар'єру завершив 1966 року в складі житомирського «Полісся».

## Кар'єра тренера
Тренерську діяльність розпочав 1966 року. Спочатку допомагав тренувати житомирське «Полісся», яке згодом змінило назву на «Автомобіліст». У 1970 році призначений на посаду технічного директора житомирського «Автомобіліста». З 1971 по липень 1972 року очолював житомирський клуб, після чого повернувся на посаду технічного директора «Автомобіліста». У 1977 році призначений на аналогічну посаду в франківський «Спартак». Потім повернувся до Житомира, де зайняв посаду директора місцевої ДЮСШ. На вище вказаній посаді працював протягом багатьох років.

## Досягнення

### Як гравця
«Полісся» (Житомир)
- Чемпіонат УРСР
  -  Бронзовий призер (1): 1964

### Як тренера
«Полісся» (Житомир)
- Чемпіонат УРСР
  -  Бронзовий призер (1): 1971

### Відзнаки
- Майстер спорту СРСР (1967)
- Заслужений тренер України (1995)